# Bugtilemur
Bugtilemur — вимерлий рід мокроносих приматів, що належить до родини адапіформних Ekgmowechashalidae. Він представлений лише одним видом B. mathesoni, який був знайдений у формації Чітарвата в Пакистані.
Коли Бугтілемур був вперше описаний, його віднесли до родини лемурів Cheirogaleidae, що ускладнювало картину ранньої еволюції лемурів, припускаючи, що лемури походять з Азії.
Описаний з кількох зубів, зразок має нижнє ікло, що, згідно з Маріво та ін., підтверджує наявність специфічного для мокроносих зубного гребінця. Крім того, морфологічно щічні зуби сильно схожі на моляри Cheirogaleus. Однак Bugtilemur, здається, значно менший, ніж сучасний малагасійський рід, і його зубний гребінь був коротшим і ширшим. Зовсім недавно була поставлена під сумнів структура та загальна присутність зубного гребінця у Бугтілемура, а також багато інших особливостей зубів, що свідчить про те, що це, швидше за все, адапіформа. Адапіформна природа Bugtilemur була підтверджена в кладистичному аналізі 2016 року, який відновив його в родині Ekgmowechashalidae.